# نوایا لیالیا
شهر نوایا لیالیا (به روسی: Новая Ляля) در کشور روسیه و در اوبلاست سوردلوفسک واقع شده‌است.